# Heinrich Diestelmeier (Pastor)
Heinrich Diestelmeier (* 1916 in Bad Salzuflen; † 10. September 2001 in Lemgo-Brake) war ein deutscher evangelisch-reformierter Pastor.

## Leben
Nach der Erlangung der Hochschulreife studierte er Evangelische Theologie und wurde Vikar der Lippischen Landeskirche. Nach seiner Zweiten theologischen Prüfung wurde er zum Pastor ordiniert. Die längste Zeit seines Lebens war er Pfarrer an der Kirche St. Nicolaus zu Brake.
Diestelmeier gilt als Mitbegründer des 1967 entstandenen Arbeitskreises Blumen für Stukenbrock, der sich um den Erhalt des Friedhofs in Stukenbrock-Senne für die sowjetischen Kriegsgefangenen im Stammlager VI K (326) („Sennelager“) sorgt. Für das Buch „Vergessene KZs?“ schrieb er einen Beitrag.
Heinrich Diestelmeier beschäftigte sich als Ortschronist mit der Geschichte der Juden von Lemgo. Als Kriegsgegner gehörte er zu den Protestierenden gegen den Vietnamkrieg. Err beteiligte sich 1981 in Bonn an der Demonstration gegen den NATO-Doppelbeschluss und verurteilte den Beschluss des Bundestages zur deutschen Beteiligung am Kosovokrieg.
Diestelmeier arbeitete in der Christlichen Friedenskonferenz (CFK) mit, an deren I. Allchristlichen Friedensversammlung er in Prag 1961 teilnahm.
Diestelmeier war 1968 der Ausbilder des Vikars Jörg Bressau.

## Veröffentlichungen
- Zweierlei Inschriften (Nachdenkliches zum 9. November), in: Kirchengemeinde Brake. Informationen und Meinungen, Nr. 38/1975
- Die vergessenen KZs? - Gedenkstätten für die Opfer des NS-Terrors in der Bundesrepublik; Garbe, Detlef (Hrsg.). Darin: Heinrich Diestelmeier: Versöhnung über den Gräbern – Blumen für Stukenbrock, Bornheim-Merten: Lamuv Verlag, 1983, ISBN 3-921521-84-X